# 素媛 (电影)
《素媛》（： So-won）是2013年上映的一部韩国电影，由李濬益執导，薛景求、严智苑、李蕊担任主演。取材自2008年在韓國發生的趙斗淳事件。以兒童性暴力為題材，講述家屬與其周圍人物在絕望之中為受害人治癒傷痛的故事。此案件也對政府施與壓力，承諾加重责罚。该电影获得第34届韩国电影青龙奖最佳影片奖。

## 劇情簡介
一個飄雨的早晨，「素媛」在上學路上被一個醉醺醺的大叔強行拉走，遭受了此生最不堪回首的傷害...這事件給她年幼的心靈和肉體造成難以抹滅的重創，同時，「素媛」的家庭也不得不承受來自社會各方的壓力與異樣眼光。然而，希望總在荊棘密佈後撥雲見日，在父母痛心之餘的關愛與扶持下，他們是否能幫「素媛」再次尋覓昔日笑顏，凝聚一家人重返生命的光和熱？

## 演員陣容
| 演員   | 角色   | 備註           |
| 薛耿求 | 林東勳 | 林素媛的父親   |
| 嚴志媛 | 美熙   | 林素媛的母親   |
| 李蕊   | 林素媛 | 受性侵的女孩子 |
| 金海淑 | 真淑   | 諮商心理師     |
| 金相浩 | 廣植   | 林東勳的摯友   |
| 羅美蘭 |        | 英錫的母親     |
| 楊真誠 | 道景   | 女警察         |
| 李道燁 | 英錫   | 林素媛的同學   |
| 權泰元 |        | 班長           |

## 花絮
嚴智苑是在宋玧妸的推薦之下參與了這部電影，她為了呈現具有真實性的角色，以素顏拍攝，並用兩個月半的時間增重6公斤，演繹出孕婦的樣子。導演為了讓演員的情緒能夠逐步累積並宣洩到位，真誠詮釋出角色的感受，將電影完全依照劇本的先後順序拍攝而成，這是比較少見的拍攝模式。

## 音樂
電影主題曲《夙願》是由尹度玹作詞作曲並演唱。

## 获奖
| 年份   | 獎項                       | 類別                      | 得獎者         | 結果 |
| ------ | -------------------------- | ------------------------- | -------------- | ---- |
| 2013年 | 第34届青龙电影奖           | 最优秀作品奖              |                | 獲獎 |
| 2013年 | 第34届青龙电影奖           | 最佳女配角奖              | 羅美蘭         | 獲獎 |
| 2013年 | 第34届青龙电影奖           | 最佳剧本奖                | 金智慧、曹仲勳 | 獲獎 |
| 2013年 | 第33屆韓國電影評論家協會獎 | 女主角獎                  | 嚴智苑         | 獲獎 |
| 2014年 | 第5屆年度電影獎            | 女配角奖                  | 羅美蘭         | 獲獎 |
| 2014年 | 第4屆北京國際電影節        | 最佳女配角                | 李蕊           | 獲獎 |
| 2014年 | 第50屆百想藝術大賞         | 電影部門 男子最優秀演技獎 | 薛耿求         | 獲獎 |
| 2014年 | 第50屆百想藝術大賞         | 電影部門 劇本獎           | 金智慧、曹仲勳 | 獲獎 |

## 外部連結
- 官方网站
- 互联网电影数据库（IMDb）上《Wish》的资料（英文）
- 韩国电影数据库（KMDb）上《Hope》的資料
- 《Hope》在HanCinema的页面（英文）